# End of an Era
End of an Era är en cd-skiva och dvd-film som det finländska bandet Nightwish släppte den 2 juni 2006. Det är en inspelning av bandets konsert i Hartwall Areena i Helsingfors den 21 oktober 2005, den sista konserten med bandet som sångerskan Tarja Turunen medverkade på då hon blev sparkad ur gruppen senare samma år.

## Låtlista
1. "Dark Chest of Wonders" - 5:08
2. "Planet Hell" - 4:44
3. "Ever Dream" - 5:27
4. "The Kinslayer" - 4:08
5. "Phantom of the Opera" - 5:11
6. "The Siren" - 4:52
7. "Sleeping Sun" - 4:55
8. "High Hopes" - 6:54
9. "Bless the Child" - 6:24
10. "Wishmaster" - 4:43
11. "Slaying the Dreamer" - 5:04
12. "Kuolema tekee taiteilijan" - 4:13
13. "Nemo" - 4:46
14. "Ghost Love Score" - 10:29
15. "Stone People" - 4:08
16. "Creek Mary's Blood" - 8:39
17. "Over the Hills and Far Away" - 5:26
18. "Wish I Had an Angel" - 7:52